# Tekken 5
Tekken 5 (鉄拳5, Tekken Faibu) est un jeu vidéo de combat développé et édité par Namco commercialisé en 2004 sur borne d'arcade, puis adapté l'année suivante sur console PlayStation 2. Il s'agit du sixième jeu de la série homonyme à être commercialisé, et celui marquant son dixième anniversaire depuis la sortie du premier opus. Une suite, intitulée Tekken 6, est initialement commercialisée en 2007 sur borne d'arcade puis adapté sur PlayStation 3 et Xbox 360 en 2009.

## Système de jeu
Dix ans après sa première apparition, Tekken 5 conserve le principe de gameplay des épisodes précédents. Si Tekken 5 reste un jeu de combat facile d'accès qui ne laissera personne sur le carreau pour réaliser des coups basiques et quelques enchaînements (Eddy, Christie), la volonté de tenter de maîtriser réellement un personnage et de chercher la perfection dans chaque situation demande beaucoup de timing, de rapidité, des centaines d'heures d'entraînement sont nécessaires pour développer un niveau technique qui permette de se rapprocher de cet objectif.
Trente et un personnages sont disponibles. On retrouve certains personnages qui avaient fait une brève apparition dans les premiers épisodes tels que Wang Jinrei et Baek Doo San. Ce cinquième épisode recèle quelques surprises dans sa version PlayStation 2, comme la possibilité d'acheter de nouvelles couleurs de vêtements et des accessoires aux lutteurs du jeu, de jouer à Starblade (un autre jeu de Namco) de retrouver les trois premiers épisodes de la série tels qu'ils existaient dans les salles d'arcade ou de jouer à Tekken: Devil Within, un jeu de beat them all où le joueur doit vaincre tout un tas d'ennemis et découvrir les détails du passé de Jin Kazama, ainsi que la vérité au sujet du gène maléfique.

## Personnages
Le jeu propose un total de 32 personnages jouables dans sa version PlayStation 2, et marque le retour de personnages disparus depuis Tekken Tag Tournament comme Ganryu ou Bruce Irvin. La majeure partie des personnages présentés dans Tekken 4 sont également présents dont Bryan Fury, Christie Monteiro, Craig Marduk, Eddy Gordo, Heihachi Mishima, Hwoarang, Jin Kazama, Julia Chang, Kazuya Mishima, King II, Kuma II, Lee Chaolan, Lei Wulong, Ling Xiaoyu, Marshall Law, Nina Williams, Panda, Paul Phoenix, Steve Fox, et Yoshimitsu. Comme son prédécesseur, le jeu voit également le retour de personnages d'anciens jeux Tekken comme Anna Williams, Baek Doo San, Bruce Irvin, Ganryu, Mokujin, et Wang Jinrei.
Le jeu intronise également 7 nouveaux personnages, 6 étant jouables : Asuka Kazama, une jeune étudiante et tête brûlée pratiquante des Kazama Style Traditional Martial Arts participant au tournoi dans le but de se venger de Feng Wei pour avoir blessé son père et détruit le dojo familiale, Feng Wei, un jeu prodige arrogant du God Fist, Jack-5, cinquième modèle de la série Jack encore une fois envoyé par son créateur, Jane afin de reprendre la mémoire de Jack-2 des mains de Mishima Zaibatsu, Raven, un mystérieux ninja, Roger Jr., fils du kangourou boxeur Roger envoyé pour récupérer son père des mains de Mishima Zaibatsu, Devil Jin, la forme maléfique de Jin qui fait usage d'anciennes techniques de Jin, et Jinpachi Mishima, le père de Heihachi.

## Développement

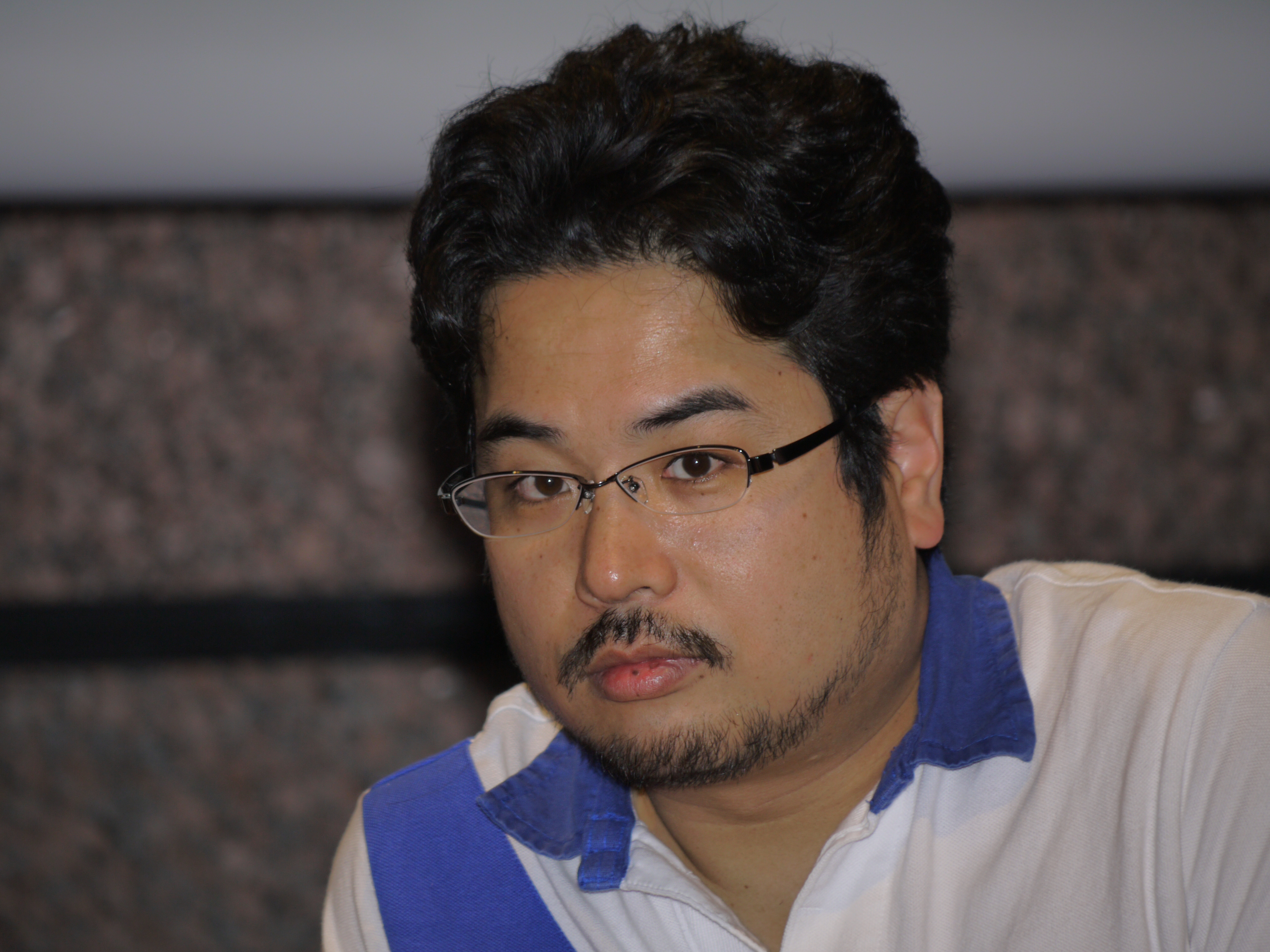
Katsuhiro Harada dirige la création du jeu.

Lorsqu'en 1995 Namco adapte, pour la nouvelle console de Sony, la PlayStation, son jeu de combat tiré d'une borne d'arcade, l'effet est immédiat. Tekken rencontre un succès retentissant et devient l'un des fers de lance de la console. Outre des graphismes en 3D qui surprennent à l'époque (ils sont plus détaillés que ceux de Virtua Fighter, sorti plus tôt), c'est bel et bien la jouabilité qui enthousiasme. Tekken est le premier titre du genre à associer chaque poing et pied à l'un des quatre boutons disponibles. Cette idée simple, mais novatrice, constitue le point de départ de ce qui est ensuite devenu une série.
Une mise à jour sort en 2005, Tekken 5.1, distribuée gratuitement et uniquement aux exploitants possédant Tekken 5 sur arcade uniquement. Elle modifie de nombreux coups afin de rendre les joueurs plus « humains » et rétablit un meilleur équilibre entre les différents personnages.

## Tekken 5: Dark Resurrection
Tekken 5: Dark Resurrection est une version plus complète de Tekken 5. Elle est sortie en 2005 en salle d'arcade, puis en 2006 sur PSP et PlayStation 3 (disponible en téléchargement sur le PlayStation Store). Deux nouveaux personnages jouables y font leur apparition : Lili, une jeune « fille à papa » de Monaco qui a un faible pour les combats de rue et Sergei Dragunov, un militaire russe de 26 ans adepte du sambo. Le jeu marque aussi le retour du célèbre mentor de King, Armor King à nouveau jouable depuis Tekken Tag Tournament. Il est désormais possible de modifier les vêtements additionnels, tel que les uniformes de Ling Xiaoyu et de Asuka Kazama, et un plus vaste choix dans la personnalisation des objets portés par les avatars est offerte au joueur. La version PlayStation 3 permet au joueur de contrôler Jinpachi Mishima.

## Accueil
Tekken 5 est généralement bien accueilli par la presse spécialisée. GameSpot lui attribue le prix de « Meilleur jeu de combat de 2005 », et IGN celui de « Meilleur jeu sur PlayStation 2 ». Tekken 5 est accueilli par une moyenne générale de 89,20 % sur GameRankings, et de 88 % sur Metacritic. Tekken 5 est également accueilli d'une note de 89 % sur Wazap (en). Les ventes sont également avantageuses ; en juillet 2009, il recense 6 millions d'exemplaires vendus dans le monde.